# Lotosaurus
Lotosaurus foi um gênero de répteis pré-históricos pertencentes à ordem dos rauisuchia, parente distante dos crocodilos atuais. Com cerca de 2,5 metros de comprimento, viveu durante o início do período triássico, da era mesozoica, e era um grande herbívoro desprovido de dentes que provavelmente se alimentava de folhas, ao contrário de seus parentes carnívoros como Arizonasaurus. O Lotosaurus possuía nas costas uma vela similar à do antigo dimetrodon.